# 해자
해자(垓字/垓子)란 동물이나 외부인, 특히 외적으로부터의 침입을 방어하기 위해 고대부터 근세에 이르기까지 성(城)의 주위를 파 경계로 삼은 구덩이를 말한다. 방어의 효과를 더욱 높이기 위해 해자에 물을 채워 넣어 못으로 만든 경우가 많았다. 외호(外濠)라고 부르기도 한다.

## 나라별 특징

### 대한민국
대한민국에서는 토성에서부터 돌로 쌓은 성까지 해자가 발견된다. 고대에는 하천을 활용한 자연적인 해자를 사용했고, 삼국 시대 이후부터는 인공적으로 판 해자를 사용했다. 수원 화성, 공주 공산성, 경주 월성 등에 해자의 유적이 보이며, 특히 몽촌토성에는 성내천을 활용한 자연적 해자가 있다.

### 중국
해자가 있는 대표적인 중국의 건물로는 자금성(紫禁城)을 들 수 있다.

### 일본

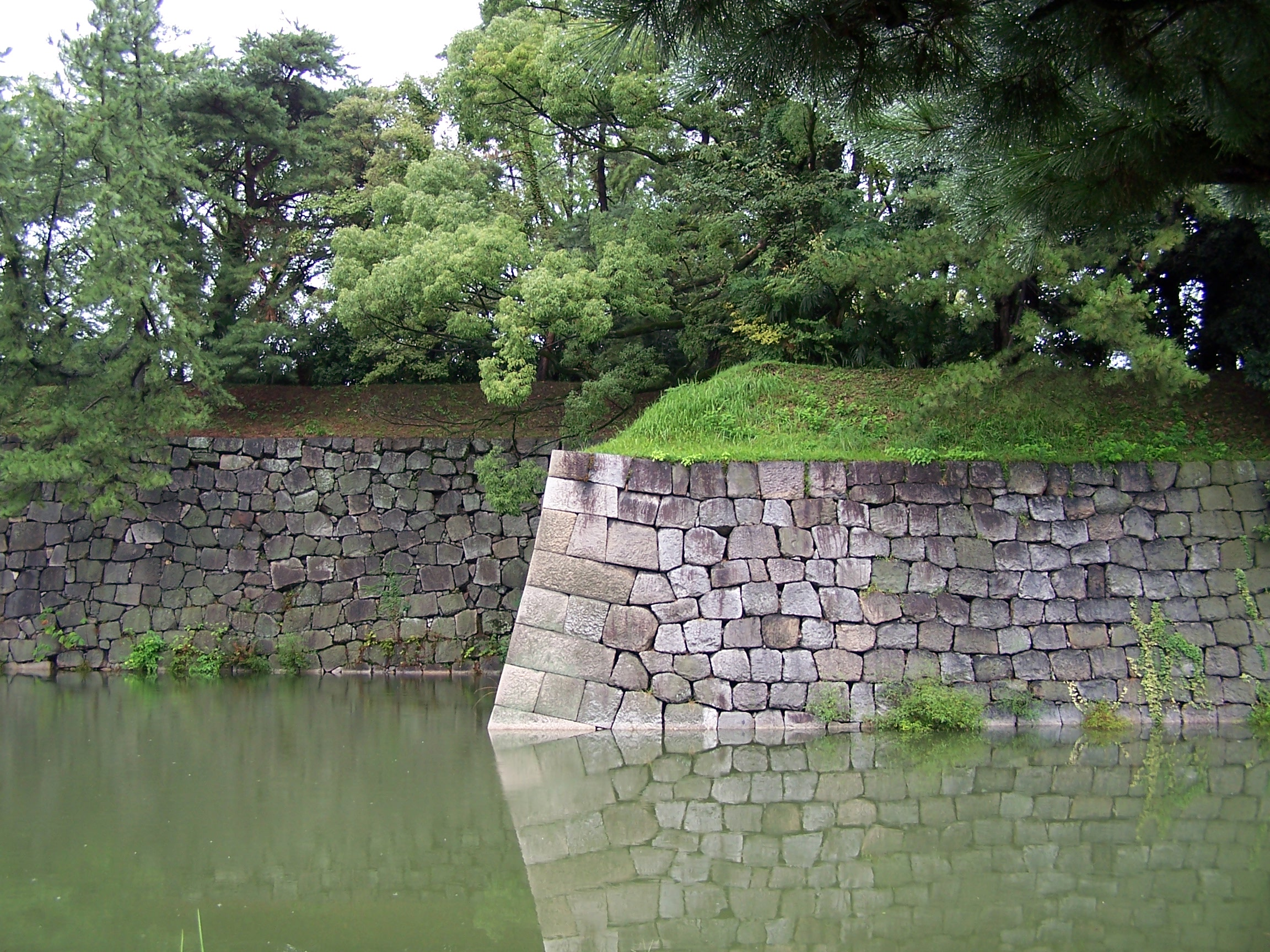
니조성(二條城)의 해자

일본의 해자는 물을 채운 해자인 미즈보리(水堀, 찬 해자)와 물을 채우지 않은 해자인 가라보리(空堀, 빈 해자)로 분류된다. 위치에 따라 평지성 바깥쪽에 있는 소토보리(外堀, 바깥 해자), 성 안쪽에 있는 우치보리(内堀, 안쪽 해자), 성 중간에 있는 나카보리(중간 해자)로도 분류할 수 있다. 또, 성하 마을을 방어하기 위해 소가마에를 둔 성곽일 경우 소가마에의 해자를 소보리(総堀, 惣堀)라고 한다.
빈 해자 또한 모양에 따라 분류된다. 산의 능선을 가르는 것을 호리키리(堀切), 가로로 만든 것을 요코보리(横堀)라고 부른다. 경사면을 따라 만든 것을 다테보리(竪堀), 여러 개의 다테보리가 연결된 것을 연속 다테보리(連続竪堀)라고 한다. 빈 해자 앞에 구덩이를 파는 등의 형태로 설치한 장애물을 쇼지(障子)라고 하는데, 쇼지가 있는 해자를 쇼지보리(障子堀)라고 부른다. 일정 간격으로 연속된 쇼지가 있는 해자를 우네보리(畝堀)라고도 한다.

### 유럽
영어로는 해자를 Moat라고 하며, 서양의 해자는 주로 중세시대에 발전하였다. 외적의 침입으로부터 영주의 거처인 성을 방어하기 위해, 주위에 해자를 파고 물을 채워넣었다.